# مستقبل السيروتونين

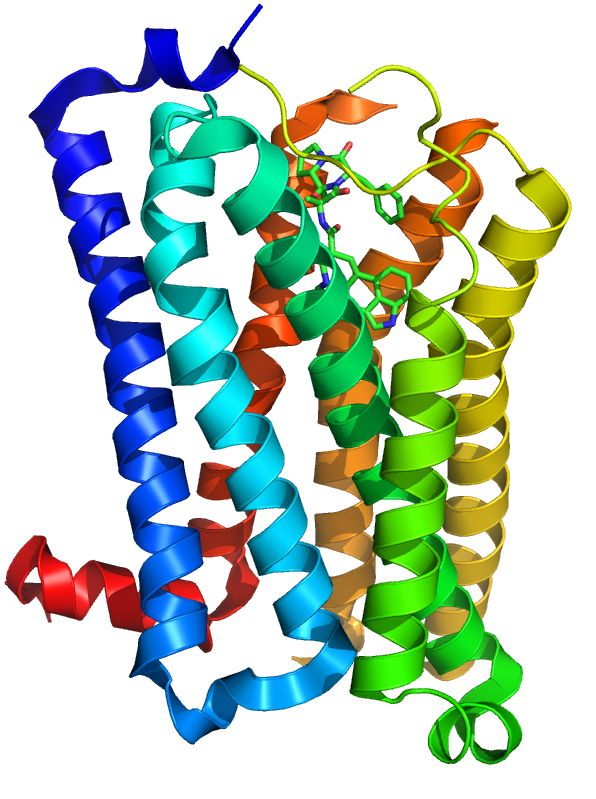

مستقبلات السيروتونين HT-5 (كما تعرف أيضاً باسم مستقبلات 5-هيدروكسي تريبتامين) هي مجموعة من المستقبلات المقترن بالبروتين G ومستقبلات أيونوتروبية موجودة في الجهاز العصبي المركزي والطرفي (المحيطي).
تعمل هذه المستقبلات على التوسط بعملية النقل العصبي المحفز والمثبط، حيث تتحفز هذه المستقبلات بجزيء السيروتونين، والذي يلعب دور ربيطة حيوية طبيعية. تقوم مستقبلات السيروتونين بضبط وتنظيم تحرير العديد من النواقل العصبية، بما فيها الغلوتامات وحمض الغاما-أمينوبيوتيريك (GABA) والدوبامين والأدرينالين (إبينيفرين) / نورإبينفرين وأسيتيل كولين؛ بالإضافة إلى عدد من الهرمونات بما فيها أوكسيتوسين وبرولاكتين وفازوبرسين وكورتيزول والهرمون الموجه لقشر الكظر والمادة P وغيرها. بالتالي فإن لمستقبلات السيروتونين تأثير على عدد من العمليات الحيوية العصبية مثل العدوانية والقلق والشهية والتعلم والذاكرة والحالة والمزاج والتنظيم الحراري. تعد مستقبلات السيروتونين هدفاً للعديد من العقاقير بما فيها مضادات الاكتئاب ومضادات الذهان ومفقدات الشهية ومضاد الإقياء ومضادات الصداع النصفي والمهلوسات وغيرها.
توجد مستقبلات السيروتونين عند البشر وكافة الحيوانات تقريباً، ووجد أنها تنظم طول العمر والتقادم السلوكي عند الديدان الأسطوانية الأولية Caenorhabditis elegans.

## اقرأ أيضاً
- ناقل السيروتونين
- ناقل الدوبامين
- مستقبل أشباه الأفيونيات
- مستقبل الغلوتامات